# مائده شعبانی‌نژاد
مائده شعبانی‌نژاد (زاده ۱۳۸۱) نوجوان شاعر و فعال اجتماعی ساکن شهر آبادان است. شعبانی اشعار حماسی و ملی به زبان عربی می‌سراید، همچنین در فضای مجازی نیز حضور دارد.

## بازداشت ۱۲ روزه
مائده در روز چهارشنبه ۲۶ مهر ماه ۱۳۹۶ از مدرسه توسط اداره اطلاعات بازداشت شد. اداره اطلاعات نخست منزل شعبانی‌نژاد را محاصره کرد و بعد از بازرسی منزل این دانش‌آموز دختر را در دبیرستان دخترانه بازداشت و به بازداشتگاه اداره اطلاعات اهواز منتقل کرد. مائده دانش آموز سال اول دبیرستان دخترانه ریحانه آبادان و یکی از دانش‌آموزان نمونه شهر آبادان است.
دادگاه انقلاب شعبه ۲ شهر آبادان ۲۰۰ میلیون تومان وثیقه برای این دانش آموز دختر ۱۵ ساله صادر کرد. خانواده شعبانی‌نژاد گفتند توانایی تهیه وثیقه دو میلیارد ریالی را ندارند و از مجامع بین‌المللی خواهان کمک برای آزادی فرزندشان هستند. خانوادهٔ شعبانی‌نژاد سرانجام در روز یکشنبه ۷ آبان توانستند پس از دوازده روز بازداشت دخترشان وثیقه را تأمین کنند و با تودیع قرار صادره این دختر نوجوان عرب از محل بازداشتگاه آزاد شد.
بازداشت این دختر دبیرستانی موج گسترده‌ای را در میان فعالان در شبکه‌های اجتماعی به ویژه در مناطق عرب‌نشین به راه انداخت.
از آن پس مائده برای بار دوم بازداشت شد و ۶ ماه در زندان سپیدار به سر برد و با وثیقه ۳ میلیارد تومان آزاد شد.